# Сан Марино (Форли-Чезена)
Сан Марино (итал. San Marino) је насеље у Италији у округу Форли-Чезена, региону Емилија-Ромања.
Према процени из 2011. у насељу је живело 28 становника. Насеље се налази на надморској висини од 550 м.